# Yogorente
Yogorente är en ort i Mexiko.   Den ligger i kommunen Villa Sola de Vega och delstaten Oaxaca, i den sydöstra delen av landet, 400 km sydost om huvudstaden Mexico City. Yogorente ligger 1 508 meter över havet och antalet invånare är 173.
Terrängen runt Yogorente är bergig norrut, men söderut är den kuperad. Runt Yogorente är det glesbefolkat, med 17 invånare per kvadratkilometer. Närmaste större samhälle är San Vicente Coatlán, 14,5 km sydost om Yogorente. I omgivningarna runt Yogorente växer huvudsakligen savannskog.